# Synaldis matherana
Synaldis matherana är en stekelart som beskrevs av Fischer 1993. Synaldis matherana ingår i släktet Synaldis och familjen bracksteklar. Inga underarter finns listade i Catalogue of Life.